# Formosia heinrothi
Formosia heinrothi är en tvåvingeart som först beskrevs av Günther Enderlein 1936.  Formosia heinrothi ingår i släktet Formosia och familjen parasitflugor. Inga underarter finns listade i Catalogue of Life.